# Саскія Бурмейстер
Са́скія Бурме́йстер (англ. Saskia Burmeister; нар. 12 лютого 1985, Сідней, Новий Південний Уельс, Австралія) — австралійська акторка кіно та телебачення. Найбільш відома своїми ролями у фільмі «Ненависть до Елісон Ешлі» та серіалі «Морський патруль».

## Біографія
Народилась у Новому Південному Уельсі. Навчалась в середній школі Мосмана у Сіднеї, акторську майстерність здобувала в Австралійському молодіжному театрі.

## Акторська кар'єра
У середній школі брала участь у різних театральних постановках, включаючи Blackrock, Венеційський купець та Chapel Perilous.
У 2003 році приєдналася до акторського складу «Злої науки» в ролі Діни Деміріс. У 2005 році з'явилася в комедійному фільмі «Ненависть до Елісон Ешлі» і отримала номінацію на найкращу головну жіночу роль від Австралійського інституту кіно (AFI) за свою гру. Через два роки приєдналась до акторського складу серіалу «Морський патруль» в ролі Ніккі Кейтано. Того ж року вона з'явилася в «The Jammed» і отримала номінацію на AFI як найкраща актриса другого плану.
24 квітня 2011 року Ліззі Ловетт з газети «The Sun-Herald» повідомила, що Саскія приєдналась до акторського складу серіалу «Додому і в дорогу». Для цієї ролі вона змінила свій природний колір волосся на білий. Водночас стало відомо, що її молодша сестра, Мартика Салліван (англ. Martika Sullivan), також отримала роль у серіалі. У 2012 році приєдналась до акторського складу серіалу «Black & White & Sex» та зіграла гостьову роль у фільмі «Tricky Business».

## Особисте життя
У лютому 2008 року Саскія вийшла заміж за австралійського актора Джеймі Крофта (англ. Jamie Croft). В травні 2012 року у пари народився первісток Джексон, у червні 2014 року народилася друга дитина Бодхі.

## Фільмографія
| Рік       |    | Українська назва         | Оригінальна назва                         | Роль                  |
| --------- | -- | ------------------------ | ----------------------------------------- | --------------------- |
| 2000      | с  |                          | Water Rats                                | Вікторія Сент-Клер    |
| 2002      | ф  |                          | The Junction Boys                         | Джойс                 |
| 2003      | ф  | Банда Келлі              | Ned Kelly                                 | Джейн Джонс           |
| 2003      | ф  |                          | The Pact                                  | Молода Сьюзен Таттл   |
| 2004      | ф  |                          | Thunderstruck                             | Хлоя                  |
| 2003—2004 | с  | Зла наука                | Wicked Science                            | Діна Деміріс          |
| 2005      | ф  |                          | Jewboy                                    | Рівка                 |
| 2005      | ф  | Ненависть до Елісон Ешлі | Hating Alison Ashley                      | Еріка Юркен           |
| 2005      | ф  |                          | The Glenmoore Job                         | Саллі                 |
| 2005      | с  |                          | Blue Heelers                              | Ешлі Баркер           |
| 2007      | с  |                          | Pirate Islands: The Lost Treasure of Fiji | Лілі                  |
| 2007      | ф  |                          | The Jammed                                |                       |
| 2007—2009 | с  | Морський патруль         | Sea Patrol                                | Ніколь „Нікі“ Кейтано |
| 2009      | кф |                          | Kind of Man                               | Хлоя                  |
| 2009      | ф  |                          | Storage                                   | Зія                   |
| 2010      | ф  |                          | Rampage                                   |                       |
| 2011      | кф |                          | Cold Sore                                 | Дженна                |
| 2011      | с  |                          | Rescue Special Ops                        | Енні Гріффін          |
| 2011      | с  | Додому і в дорогу        | Home and Away                             | Теган Каллахан        |
| 2011      | с  |                          | Underbelly: Razor                         | Іда Меддокс           |
| 2012      | ф  |                          | Black & White & Sex                       |                       |
| 2012      | кф |                          | Min Min                                   | Селеста               |
| 2012      | с  |                          | Tricky Business                           | Зої Платт             |
| 2019      | ф  | Маленькі монстри         | Little Monsters                           | Шарлотт               |